# Tevé Ciudad
TV Ciudad (em português: Tevê Cidade) é uma emissora de televisão uruguaia instalada na cidade de Montevidéu, capital do país. A emissora transmite em sinal digital aberta e pertencente à Intendência de Montevidéu. A emissora entrou no ar em 1996.
Sua área de cobertura atinge ao departamento de Montevidéu e Área Metropolitana. Desde o ano de 2006, também é transmitido pela Internet diretamente do site de ANTEL. Em setembro de 2014, também começou a transmitir pelo Canal 32 UHF de Televisão Digital Aberta em Montevideo.